# Mona Ozouf
Mona Ozouf, nascida Mona Annig Sohier em 24 de fevereiro de 1931 em Plourivo (Côtes-du-Nord)  ou Lannilis (Finistère), é uma historiadora e filósofa francesa. É diretora emérita de pesquisa da École des Hautes Etudes en Sciences Sociales (EHESS) e especialista em educação e na Revolução Francesa .

## Biografia

### Família e estudos
Ela é filha de Yann Sohier e Anne Le Den, dois professores bretões, que a criaram na língua bretã. Seu pai morreu de broncopneumonia quando ela tinha apenas quatro anos
Este desaparecimento precoce deixou sua mãe, Anne, em profunda tristeza. Mona Sohier vive desde então uma infância, diz ela, "enclausurada" e "reclusa". Ela completou seus estudos primários em Plouha, depois ingressou na escola secundária no colégio Ernest-Renan em Saint-Brieuc, época em que conviveu com o escritor Louis Guilloux e sua esposa Renée Guilloux, que era sua professora de literatura. Ambos terão uma forte influência intelectual sobre ela. Obteve, durante seus estudos em Ernest-Renan, o primeiro prêmio de francês no concurso geral de 1947. Ela contou durante a inauguração do anfiteatro que leva seu nome no campus Mazier em Saint-Brieuc como a Segunda Guerra Mundial obrigou ela e seus colegas a se mudarem para a sala de sua professora para continuar suas aulas devido à requisição do ocupante das instalações de sua escola.
Sempre de natureza estudiosa, ela continuou seus estudos em Rennes no Lycée Chateaubriand e realizou um khâgne em Versalhes, onde sua mãe e sua avó a seguiram. Ela ficou apenas alguns dias nesta aula de khâgne onde ela acha que seus colegas são mais fortes do que ela, o que a leva a se matricular em uma licenciatura em filosofia na Sorbonne. Mona Sohier finalmente voltou no ano seguinte para khâgne, e ela foi admitida na École Normale Supérieure para meninas : graduou-se em filosofia em 1955. No mesmo ano, Mona Sohier conheceu o historiador Jacques Ozouf, com quem teve dois filhos.

### Carreira universitária
Da filosofia, ela passa à história. Durante sua carreira universitária, conheceu os historiadores Denis Richet, Emmanuel Le Roy Ladurie e François Furet . Muitos trabalhos nasceram da colaboração com este último. Membro do Raymond-Aron Center for Political Research da École des Hautes Etudes en Sciences Sociales (EHESS), ela foi, até sua aposentadoria em 1997, diretora de pesquisa do CNRS . É colunista do Nouvel Observateur e contribui para a revista Le Débat. Seu trabalho se concentra em questões relacionadas às escolas públicas e à Revolução Francesa. Ela está particularmente interessada na relação entre pedagogia, ideologia e política.

### Compromissos
Como muitos estudantes de seu tempo, ela era ativa no Partido Comunista Francês, que deixou após a revolta de Budapeste de 1956  .
Em 2003, foi uma das signatárias da petição "Com Washington e Londres, pelo apoio do povo iraquiano" que apóia a coalizão anglo-americana em sua intervenção contra Saddam Hussein .
Em 2005, ela promoveu a petição "Liberté pour l'histoire" e participa do conselho de administração da associação homônima.

### Feminismo
Mona Ozouf considera a generalização da contracepção a maior revolução moderna, e "a razão pela qual [ela] nunca dirá que 'era melhor antes' ".
Em seu livro As palavras das mulheres: ensaio sobre a singularidade francesa, Mona Ozouf critica o feminismo igualitário conhecido como "estilo americano". Segundo ela, esse feminismo seria uma contribuição estrangeira, em descompasso com a singularidade dos costumes franceses resultantes do modelo aristocrático de galanteria francesa.

## Publications
- L'École, l'Église et la République 1871–1914, Paris, Armand Colin, 1962 ISBN 2-02-014730-0 ; réédition Points Histoire, 2007
- La Fête révolutionnaire 1789–1799, Paris, Gallimard, 1976 ISBN 2-08-081264-5
- L'École de la France (23 cm) (em francês). [S.l.]: Gallimard. 1984. ISBN 9782070702022. OCLC 299396435
- Dictionnaire critique de la Révolution française, en coll. avec François Furet, Paris, Flammarion, 1988 ISBN 2-08-211537-2
- Dictionnaire critique de la Révolution française Institutions et créations, en coll. avec François Furet, Paris, Flammarion, 1993 ISBN 2-08-081265-3
- Dictionnaire critique de la Révolution française Événements, en coll. avec François Furet, Paris, Flammarion, 1993 ISBN 2-08-081266-1
- Dictionnaire critique de la Révolution française Acteurs, en coll. avec François Furet, Paris, Flammarion, 1993 ISBN 2-08-081264-5
- L'Homme régénéré : essai sur la Révolution française, Paris, Gallimard, 1989 ISBN 2-07-071742-9
- Mona Ozouf et Jacques Ozouf, La République des instituteurs, Paris, Gallimard, 1989 ISBN 2-02-047962-1
- La Gironde et les Girondins, Paris, Payot, 1991, ISBN 2-228-88400-6
- Le Siècle de l'avènement républicain, en coll. avec François Furet, Paris, Gallimard, 1993
- Les Mots des femmes : essai sur la singularité française, Paris, Fayard, 1995, ISBN 2-213-59394-9
- Das Pantheon, Wagenbach, 1996
- La Muse démocratique, Henry James ou les pouvoirs du roman, Paris, Calmann-Lévy, 1998 ISBN 2-7021-2824-6
- Un itinéraire intellectuel, en coll. avec François Furet, Paris, Calmann-Lévy, 1999 ISBN 2-7021-2952-8
- Les Aveux du roman. Le XIXe siècle entre Ancien Régime et Révolution, Paris, Fayard, 2001 ISBN 2-213-61012-6, prix Guizot-Calvados
- Le Langage blessé : reparler après un accident cérébral, Paris, Albin Michel, 2001 ISBN 2-226-11684-2
- Une autre République : 1791 : L'occasion et le destin d'une initiative républicaine, en coll. avec Laurence Cornu, Paris, L'Harmattan, 2004 ISBN 2747574776
- Varennes. La mort de la royauté, 21 juin 1791 de O primeiro parâmetro é necessário, mas foi fornecido incorretamente! de {{{3}}}, Paris, Gallimard, 2005 ISBN 2-07-077169-5
- Jules Ferry, Paris, Bayard-Centurion, 2005 ISBN 2-227-47493-9
- Varennes, la mort de la royauté, Paris, Gallimard, 2006 ISBN 2-07-077169-5, prix des Ambassadeurs 2006
- Composition française : retour sur une enfance bretonne, Paris, Gallimard, 2009 ISBN 2-07-012464-9, prix du Mémorial-grand prix littéraire d'Ajaccio 2009
- La Cause des livres, Paris, Gallimard, 2011 ISBN 978-2-07-013457-1
- Jules Ferry : La liberté et la tradition, Paris, Gallimard, 2014 ISBN 2-07-014531X
- De Révolution en République : les chemins de la France, Paris, Gallimard, 2015 ISBN 978-2070145614
- L’autre George : À la rencontre de George Eliot, Paris, Gallimard, 2018 ISBN 2-07-2802024
- Pour rendre la vie plus légère : les livres, les femmes, les manières, Stock, 2020  ISBN 978-2-23-408818-4

## Honras

### Condecorações
- Em 2009, foi condecorada com a Ordem do Arminho.[11]

### Premios
- Em 1998, ela ganhou o Prêmio D AH Heineken de História[12]
- Em 2004, ela recebeu o Grand Prix Gobert por todo o seu trabalho.[13]
- Em 2006, ela ganhou o Prêmio do Livro de História do Senado.
- Em 2007, recebeu o Prêmio Mundial Cino-Del-Duca .
- Em 2009, ela recebeu o prêmio Breizh.[14]
- Em 2009, ela recebeu o Prêmio Memorial do Grande Prêmio Literário Ajaccio.
- Em 2010, recebeu o prêmio Montaigne de Bordeaux.[15][16]
- Em 2014, ela recebeu o prêmio BnF.[17]
- Em 2015, ela recebeu o prêmio de língua francesa.[18]
- Em 2016, ela recebeu o grande prêmio Toulouse-Lautrec da Académie des jeux florals .

### Tributo
Em 2020, é anunciado que a futura escola secundária em Ploërmel (Morbihan) levará seu nome. ; sua inauguração está prevista para 2023.

### Filmografia
- Mona Ozouf, femme des Lumières, documentário dirigido por Juliette Senik, França Télévisions/Schuch Productions, 2011, 52 min, retransmitido na França 5 em 17 de outubro de 2014
- Les Identités de Mona Ozouf, documentário dirigido por Catherine Bernstein, Tébéo, Tébésud, TVR os canais locais da Bretanha, Histoire TV / Paris-Brest Productions, 52 min. (apresentação online) .